# 平话和土话
平话和土话或平话土话是《中国语言地图集》（第2版）中汉语方言十大分区之一:8，并被中华人民共和国教育部正式认定为并列于官话方言、晋方言、吴方言、闽方言、客家方言、粤方言、湘方言、赣方言、徽方言的汉语十大方言之一。平话和土话分布于湖南、广东、广西的60个县级行政区划，人口约778万人。《中国语言地图集》（第2版）将其分为四个片：:2, 14
- 桂南片
- 桂北片
- 湘南片
- 粤北片

其中桂南片也称“南片”，其他三片总称为“北片”。:154桂南片和桂北片又被合称广西平话。

## 命名
虽然“平话”和“土话”这两个词在其它语境下可以意指某些方言的类别（通名）而非专名，“平话”作为通名意为“平常生活中所使用的话”，比如闽东平话，而土话作为通名意为“乡土的话”，两者作为通名实际上是同义词，意思皆为英文中的“patois”，但是“平话和土话”中的“平话”不是通名而是专名，因为此处的“平”取自宋朝驻守广西的平南军，平南军也被认为是平南民系祖先的主要来源，英文翻译也采取了专名音译的惯例，直接将此处意指广西平话的“平话”音译为“Pinghua”；而“平话和土话”中的“土话”，虽然本意的确是“乡土的话”，但是只要与“平话”一起出现，便专指湘南土话和粤北土话，不可意指任何其它可以被称为土话的汉语方言，因此也算是一种通名专名化，而英文翻译也采取了专名音译的惯例，直接将湘南土话和粤北土话所指的“土话”音译为“Tuhua”。因此，“Pinghua”在英文中专指广西平话，“Tuhua”在英文中专指湘南土话和粤北土话，不可指其它的汉语“平话”或汉语“土话”。

## 共同点
平话和土话的共同点包括：明母和微母相混、溪母口语字同晓母。这两条共性并不排他，在粤语中也很普遍。:155

## 以往研究
《中国语言地图集》（第1版）划分了“平话区”，指分布于广西境内，分为桂北平话和桂南平话的汉语方言。:9后来调查发现，平话与湖南的湘南土话、广东的韶州土话有着一些共性和密切的关系；部分地区“平话”和“土话”可以互称。因此第2版地图集中将上述方言归并为“平话和土话”。:12
2000—2007年举行了四次土话平话学术研讨会：2000年在广东韶关、2002年在湖南长沙、2004年在广西南宁、2007年在广西贺州。:9